# Wolfswasen
Wolfswasen ist ein Weiler der Ortsgemeinde Wallersheim im Eifelkreis Bitburg-Prüm in Rheinland-Pfalz.

## Geographische Lage
Wolfswasen liegt rund 1,5 km südöstlich des Hauptortes Wallersheim auf einer Hochebene. Der Weiler liegt am Beginn eines ausgedehnten Waldgebietes. Nördlich und westlich der Ansiedlung befinden sich einige landwirtschaftliche Nutzflächen. Durch Wolfswasen fließen zwei Ausläufer des Eisenbachs.

## Geschichte
Es ist von einer frühen Besiedelung des Gebietes um Wolfswasen auszugehen, was durch den Fund von römischen Siedlungsresten, südwestliches des Weilers belegt werden konnte. 1932 entdeckte man hier mehrere Haufen von römischem Bauschutt, diverse Metall- und Bronzeteile, Pferdegeschirr und Keramik des 2. und 3. Jahrhunderts n. Chr.
In der Nähe der römischen Siedlung befand sich zu späterer Zeit die heutige Wüstung Anzelt. Sie wurde erstmals 1136 erwähnt, tauchte dann 1576 im Weistum von Schwirzheim auf und gehörte schließlich 1784 zum Bann Wallersheim.

## Kultur und Sehenswürdigkeiten

### Wegekreuz
An der Landesstraße 30 befindet sich wenig südlich von Wolfswasen, kurz vor dem Wohnplatz Jagdhaus Meerkatz, ein Wegekreuz. Es handelt sich um ein Schaftkreuz mit einer Relieffigur des Heiligen Petrus. Das Kreuz ist mit 1726 bezeichnet.
Siehe auch: Liste der Kulturdenkmäler in Wallersheim (Eifel)

### Naherholung
Rund um Wallersheim befinden sich mehrere Wanderwege, die unter anderem auch in die Ortsteile der Gemeinde führen. Highlights am Weg sind die Künstlersiedlung Weißenseifen, mehrere Fischweiher, Felsformationen sowie ein Steinbruch. Die Längen der Rundwanderwege liegen zwischen 4 und 12 km.
Westlich von Wolfswasen befindet sich zudem das bekannte Naturschutzgebiet Schönecker Schweiz.

## Verkehr
Es existiert eine regelmäßige Busverbindung ab Wallersheim.
Wolfswasen ist durch drei kleinere Gemeindestraßen erschlossen und liegt direkt an der Landesstraße 30 von Wallersheim nach Kopp.